# Loi martiale sud-coréenne de 2024
La loi martiale est décrétée en Corée du Sud le 3 décembre 2024 par le président de la République, Yoon Suk-yeol, dans une allocution télévisée en fin de soirée. Le décret est annoncé à 22 h 27 (heure locale ; 14 h 27 UTC). Tous les partis, y compris celui du président, s'y opposent et, moins de trois heures plus tard, le 4 à 01 h 02 du matin (heure locale ; le 3 à 16 h 02 UTC), l'Assemblée nationale vote à l'unanimité des 190 députés présents (sur 300 membres) la levée de la loi martiale, conformément au pouvoir qui est le sien selon la constitution de la Corée du Sud. Tandis que les forces militaires déployées sont retirées, le président Yoon annonce qu'il mettra en œuvre cette levée de la loi martiale, ce qui est fait le 4 décembre 2024 à 4 h 26 du matin (heure locale ; le 3 à 19 h 26 UTC). L'événement aboutit à la destitution du président par l'Assemblée nationale le 14 décembre suivant, confirmée par la Cour constitutionnelle le 4 avril 2025.

## Contexte

### Précédents
Depuis la naissance de la Sixième République en 1987, il n'y avait jamais eu de proclamation de la loi martiale, même pendant les périodes de tension avec la Corée du Nord. La précédente, décrétée en 1979, avait pris fin après le coup d'État de 1980.
La loi martiale est prévue par l'article 77 de la Constitution, : 

« Lorsque le président doit faire face à une nécessité militaire ou maintenir la sécurité et l’ordre publics en mobilisant les forces armées en temps de guerre, de conflit armé ou d’urgence nationale similaire, il peut proclamer la loi martiale dans les conditions prévues par la Loi.
La loi martiale est de deux types : la loi martiale extraordinaire et la loi martiale préventive.
En vertu de la loi martiale extraordinaire, des dispositions spéciales peuvent être prises à propos des mesures de police, des libertés d'expression, de presse, de réunion et d'association, et des pouvoirs de l'exécutif et du pouvoir judiciaire, selon ce qui est déterminé par la loi.
Le président doit notifier sans délai à l’Assemblée nationale la déclaration de la loi martiale.
Lorsque l’Assemblée nationale demande la levée de la loi martiale à la majorité de son nombre total de membres, le Président doit y donner suite. »

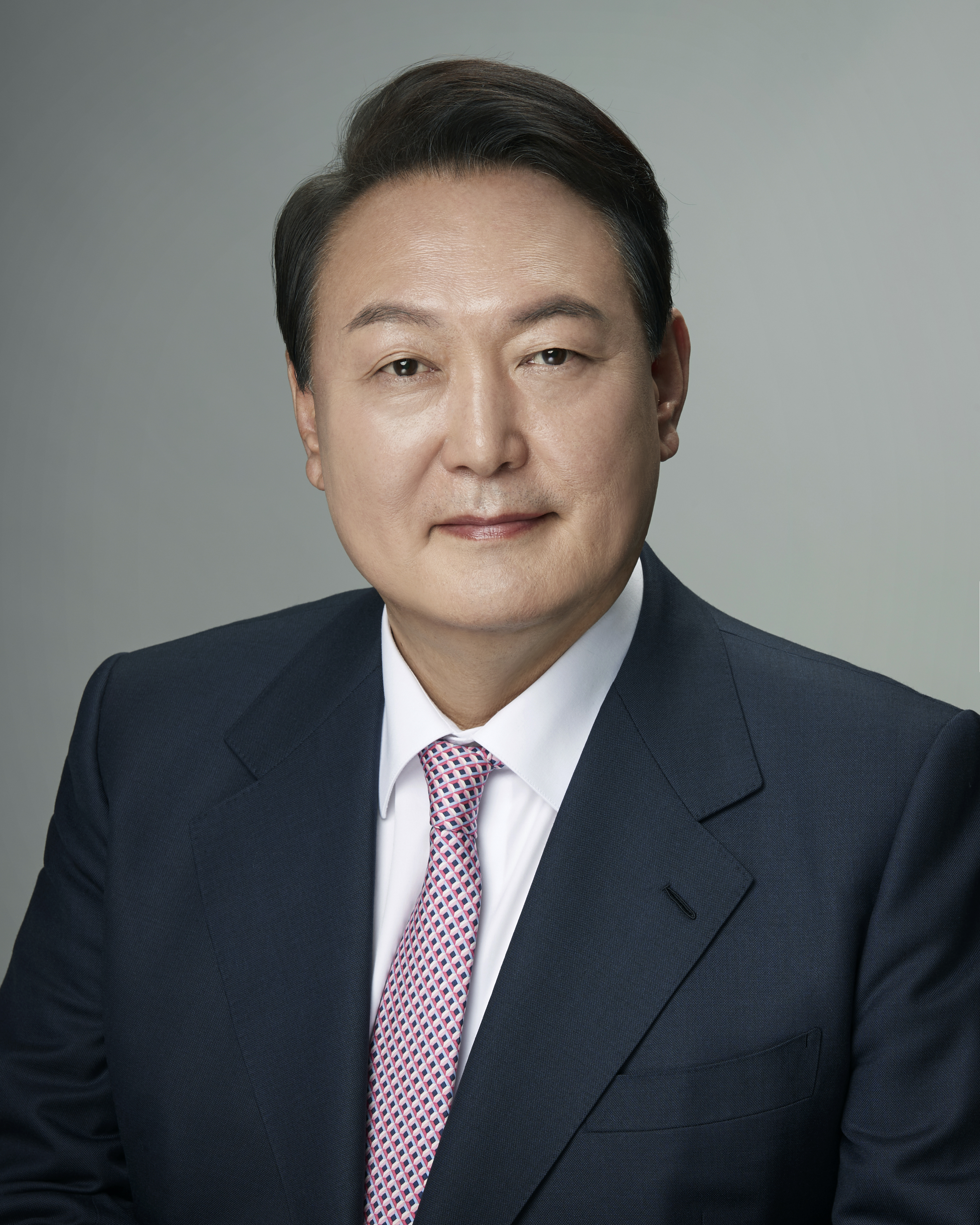
Yoon Suk-yeol en 2022.

### Présidence Yoon
Yoon Suk-yeol est président depuis 2022, mais l'Assemblée nationale est alors dominée par l'opposition, qui n'a cependant pas le quorum pour destituer le président (il lui faudrait les deux tiers des voix).
Élu d'une courte tête lors de la présidentielle, sa popularité s'érode rapidement. Il est ainsi confronté à la bousculade d'Halloween à Itaewon, provoquant 150 morts. Les causes d'un tel bilan sont des négligences de la part de son gouvernement.
Les élections législatives sud-coréennes de 2024, en avril, n'ont pas changé cette situation, l'opposition voyant même son nombre de députés s'accroître.
De même, il met son véto sur une enquête parlementaire concernant des accusations de manipulation visant la première dame Kim Keon-hee. Une enquête est également abandonnée en 2024. La première dame fait l'objet d'un autre scandale lorsqu'elle est photographiée acceptant un sac Dior en guise de cadeau, dont la valeur dépasse le maximum autorisé.
Les choses se sont encore compliquées pour le président, très impopulaire, avec une absence d'accord sur le budget pour 2025 et, à défaut de destitution du président, la mise en cause de membres importants de son entourage ainsi que des critiques de ses initiatives contre la liberté de la presse et contre l'opposition. Le président utilise aussi le ministère public pour museler la presse indépendante.
Il fait l'objet d'appels à la démission fin novembre, venant de 3 000 professeurs et chercheurs de diverses universités (la première action de ce type depuis le Scandale Choi Soon-sil de 2016) mais aussi de plus d'un millier de prêtres catholiques sud-coréens.

## Chronologie
La loi martiale est décrétée le 3 décembre 2024 à 22 h 27 (heure locale) par le président Yoon Suk-yeol. Celui-ci accuse l'opposition dominée par le Parti démocrate de soutenir la Corée du Nord. Cette mesure est rejetée par le Parti démocrate, mais également par le chef du parti présidentiel Pouvoir au peuple.
Les activités des partis politiques sont interdites, et le bâtiment de l'Assemblée nationale est aussitôt placé sous scellés.

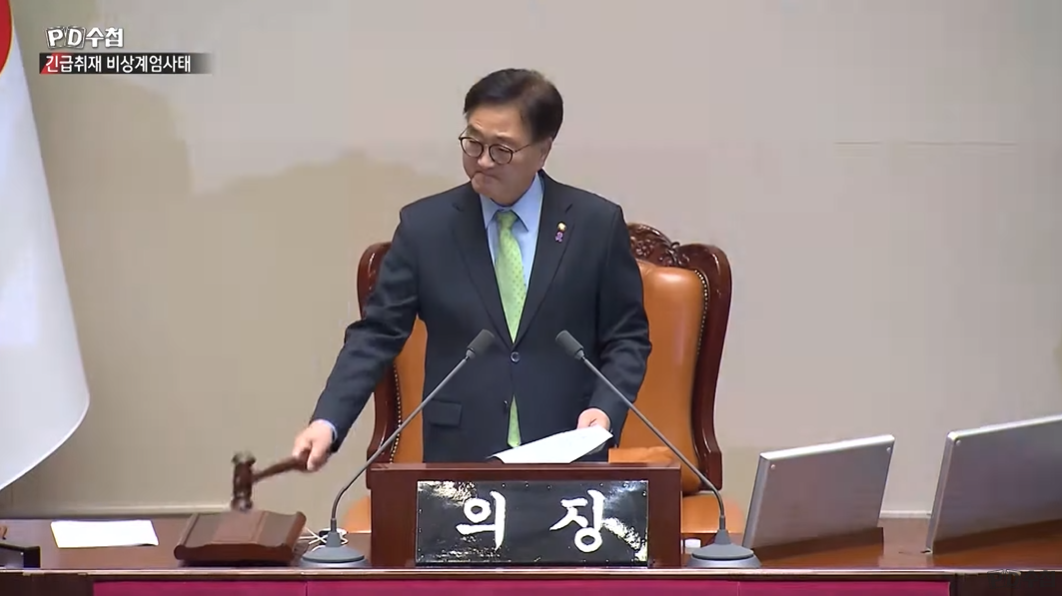
Woo Won-shik annonce que l'Assemblée nationale a voté par 190 voix contre 0 pour mettre fin à la loi martiale.

Malgré l'interdiction d'accès à l'Assemblée nationale, quelque 190 députés parviennent à y entrer, après en avoir été brièvement empêchés par des soldats qui ont fini par quitter les lieux. Ils votent à 01 h 02 du matin (heure locale) à l'unanimité en faveur d'une motion bloquant l'application de la loi martiale et appelant à sa levée. La loi martiale décrétée par le président sud-coréen Yoon Suk-yeol a été contestée jusque dans son propre camp. Parmi les 190 députés qui ont voté contre cette loi, 18 sont issus de son parti
Pour autant, ce vote ne contraint pas les Forces armées de la république de Corée qui affirment qu'elles « feront respecter la loi martiale jusqu'à sa levée par le président ».
Le président lève la loi martiale après le vote des députés, le mercredi 4 décembre à 4 h 26 (heure locale; le 3 décembre à 19 h 26 UTC).

La Confédération coréenne des syndicats, la plus importante confédération syndicale du pays qui compte quelque 1,2 million de membres, appelle à la « grève générale illimitée » jusqu'à la démission du président Yoon. Selon la confédération, la décision du président est « irrationnelle et antidémocratique » et en la prenant, il « signe sa propre fin au pouvoir »,. De nombreuses manifestations ont lieu pour demander la destitution du président.

Images de la présence militaire et des confrontations entre protestataires et soldats de l'armée, le 3 décembre 2024.
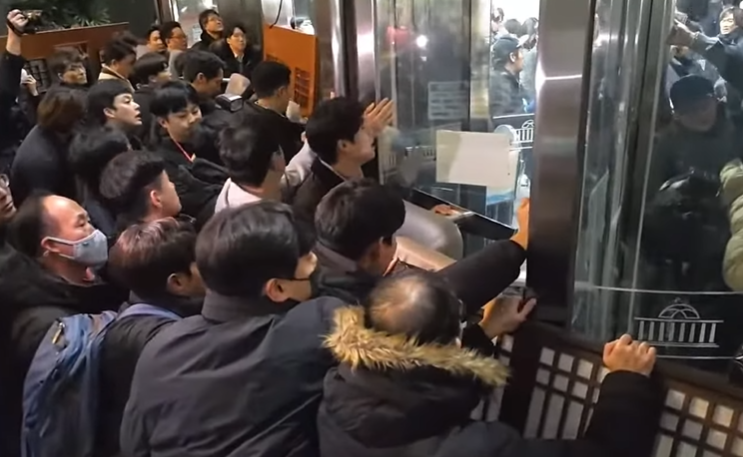
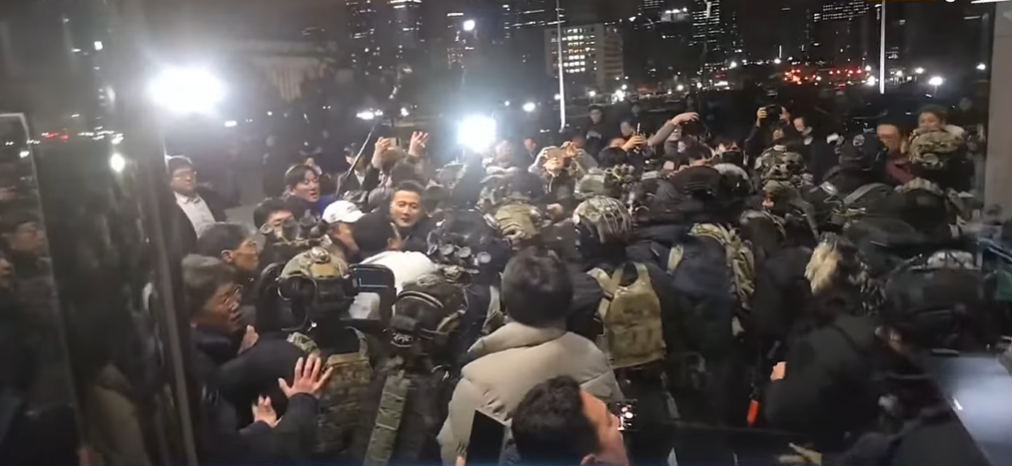
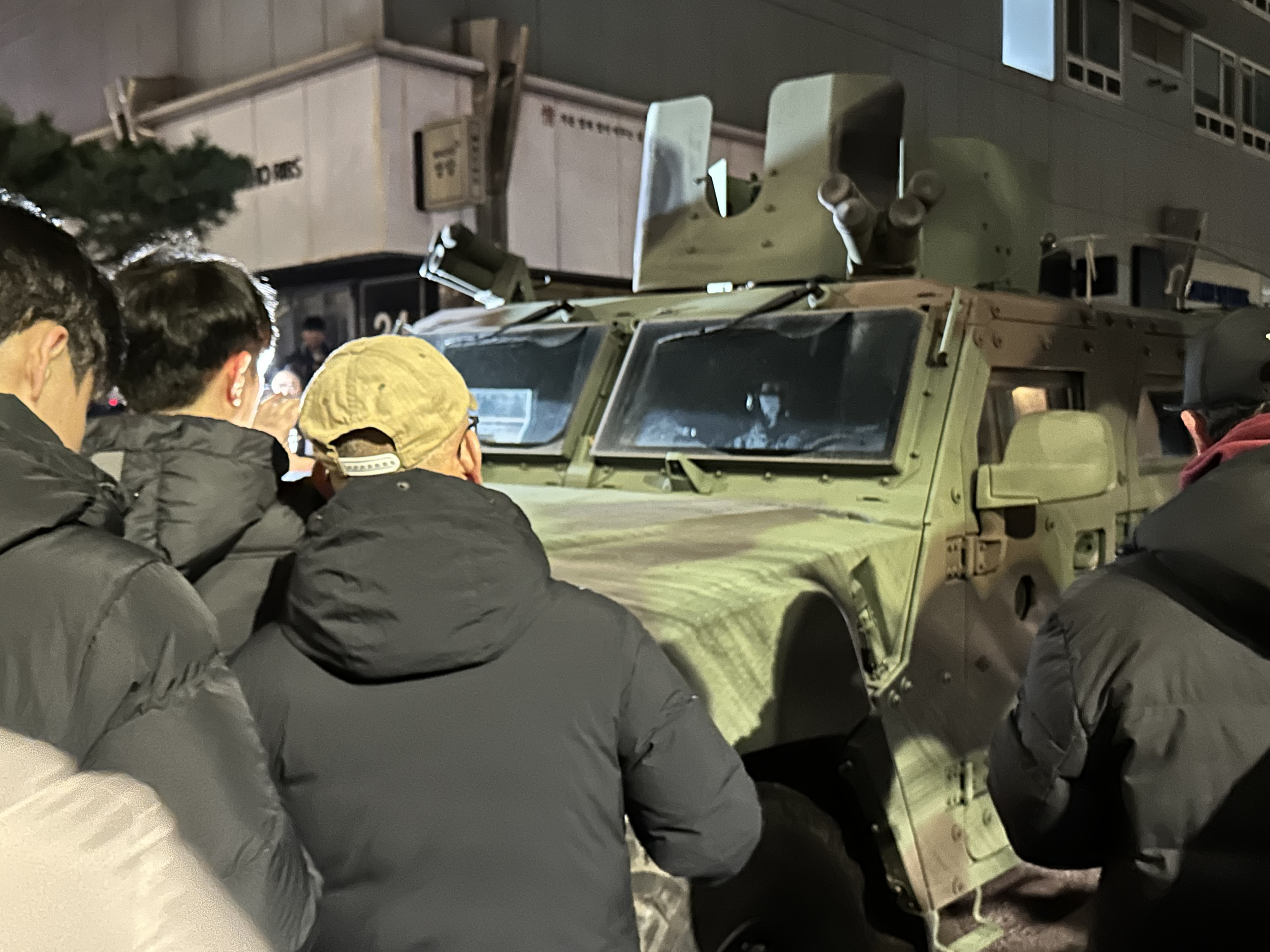
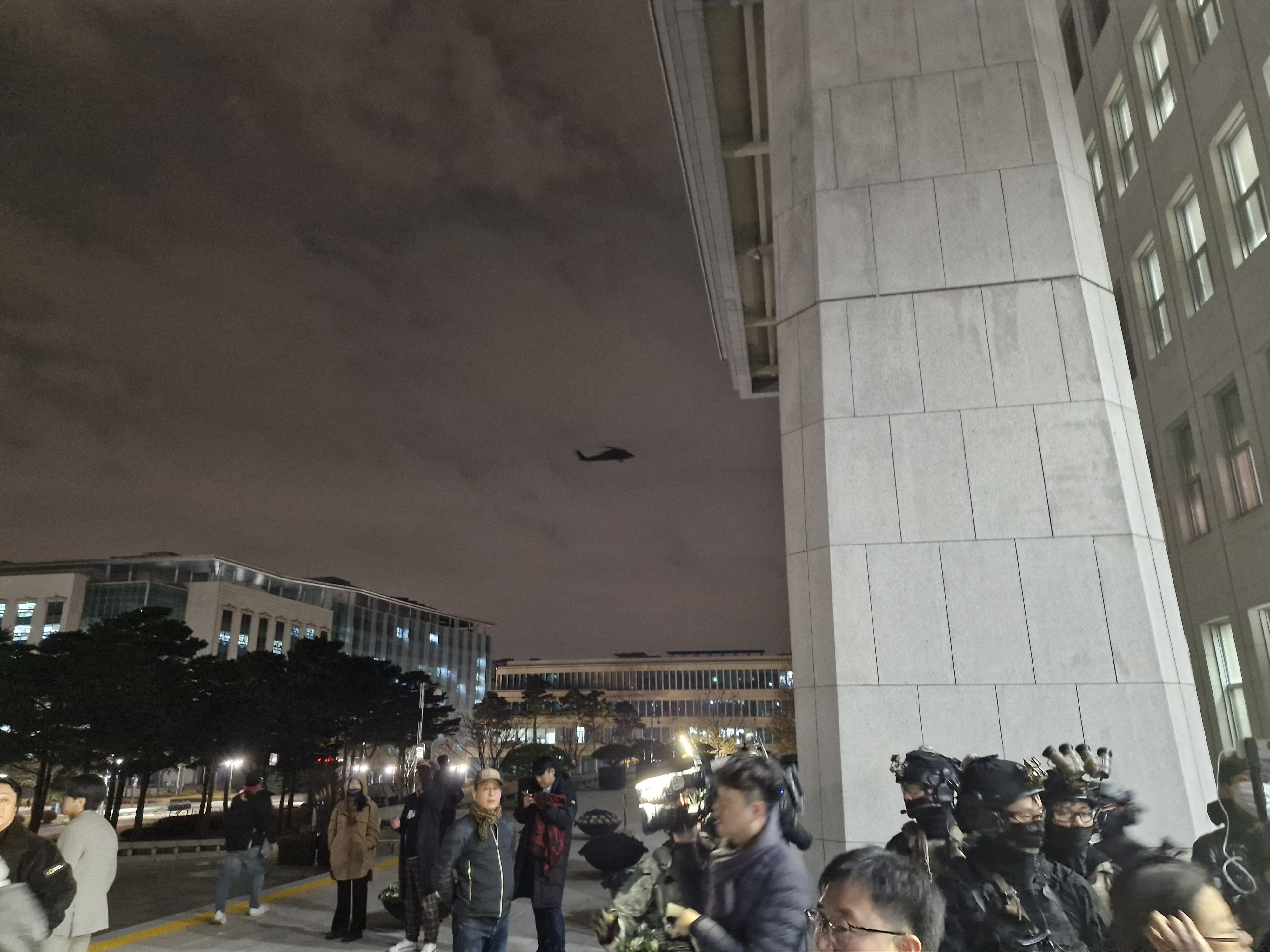
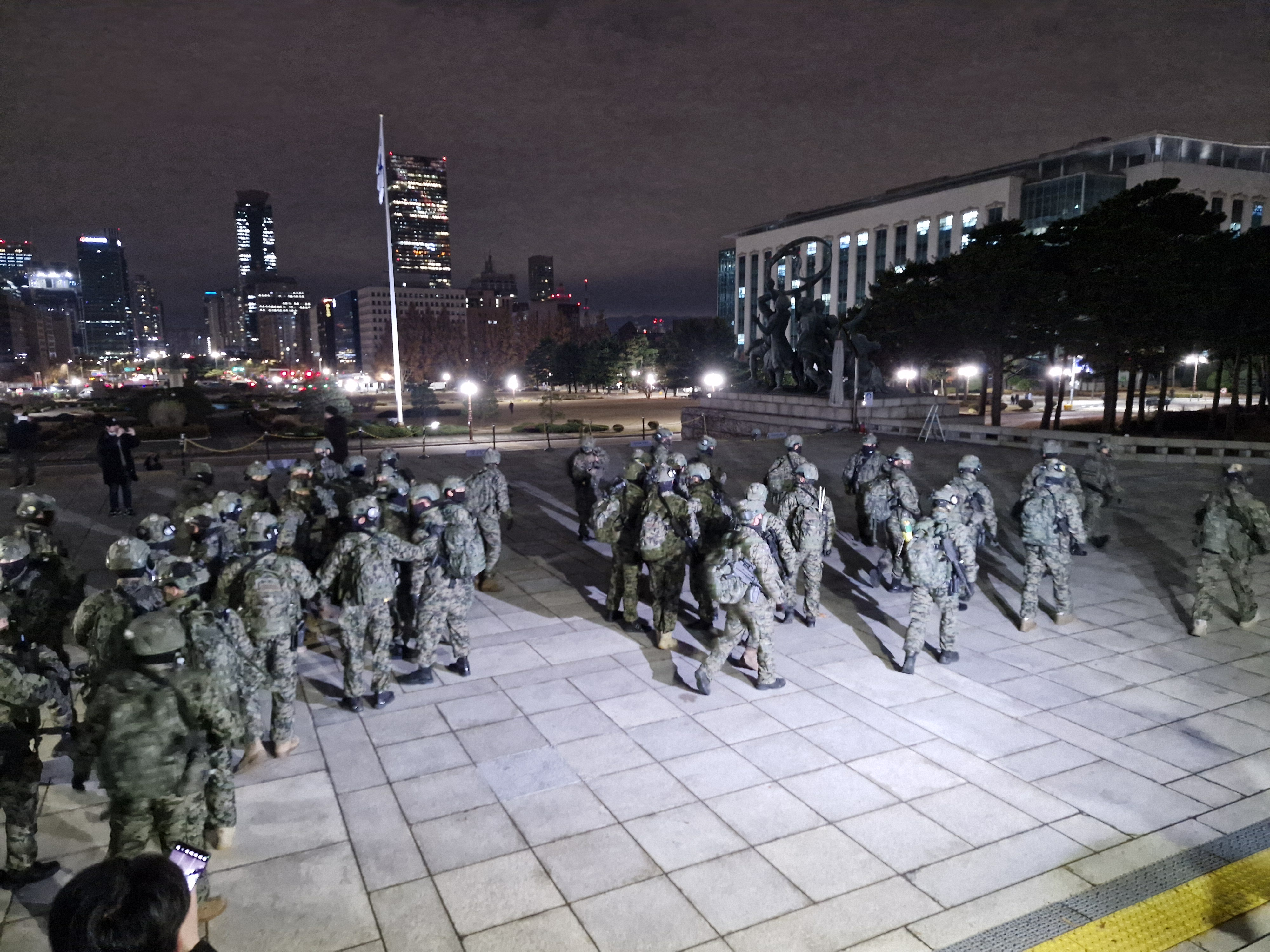

- Lee Jae-myung escaladant la clôture du bâtiment de l'Assemblée nationale.

## Conséquences

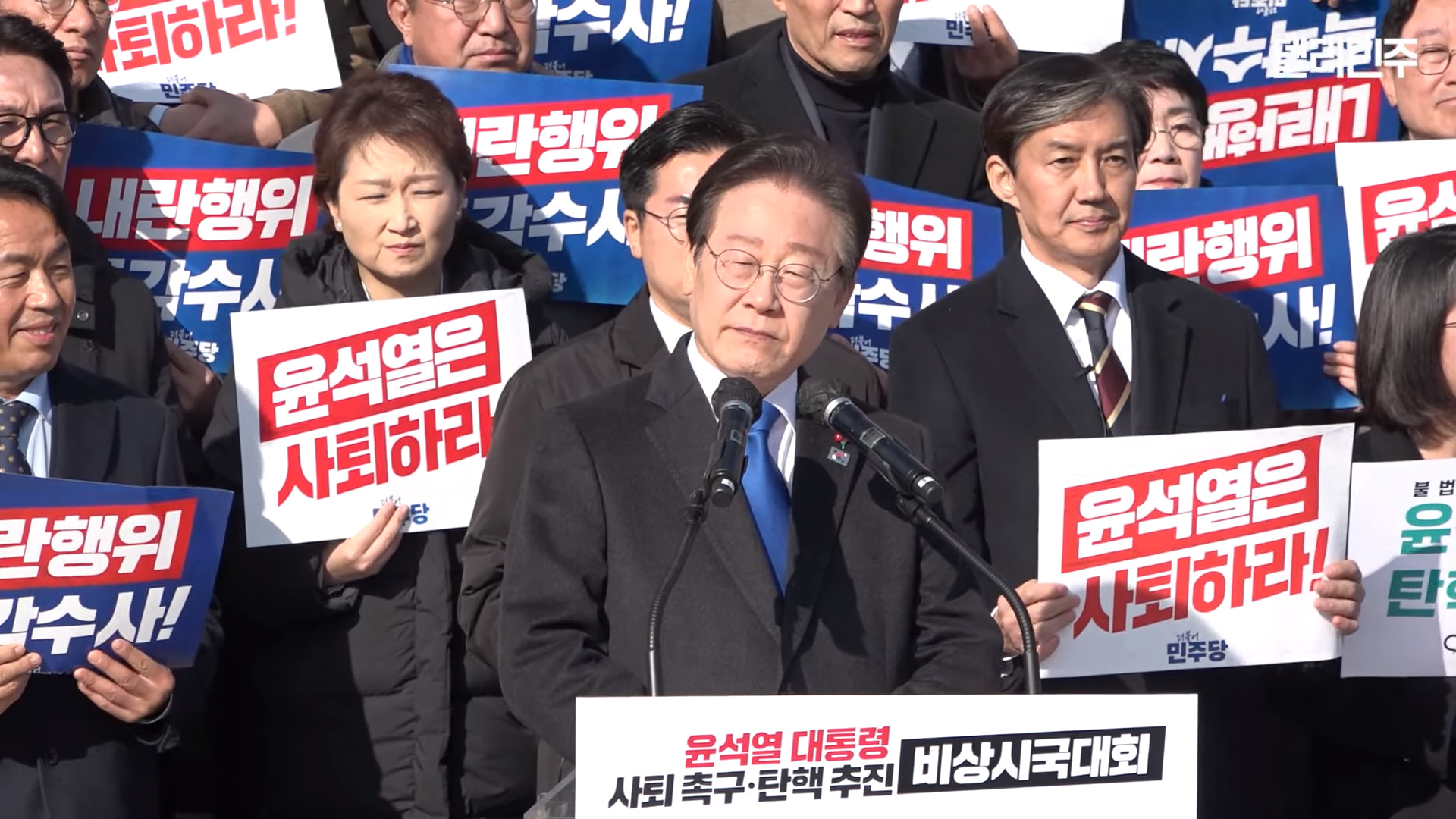
Appel de Lee Jae-myung, chef de l'opposition et du Parti démocrate, à la démission du président, devant l'Assemblée nationale, le 4 décembre 2024.

### Destitution de Yoon Suk-Yeol
L'opposition démocrate dépose dès le 4 décembre une motion en destitution du président de la République et appelle à sa démission, tandis que le parti présidentiel abandonne Yoon Suk-yeol. La cote de popularité de Yoon Suk Yeol, déjà basse, s'effondre à 11 %, et le soutien à sa destitution atteint 75 % des personnes interrogées.
Finalement, Yoon Suk-yeol, accusé d'autoritarisme et d'avoir secrètement conspiré pour faire arrêter certains dirigeants politiques de l'opposition, perd le soutien de son propre parti, dont le chef appelle à sa démission ou à sa suspension, au regard du risque d'une nouvelle instauration de la loi martiale.
Après plusieurs jours de silence, il présente ses excuses le 7 décembre, jour du vote sur sa possible destitution, mais ne démissionne pas.
Le PPP refuse de voter la destitution, et 107 de ses parlementaires boycottent le scrutin, empêchant ainsi le quorum d'être atteint et entraînant l'invalidité du vote,. Affirmant que le président sortant a transféré ses fonctions au Premier ministre, le PPP annonce privilégier une démission dans les prochains mois plutôt qu'une destitution, voire un retrait de certaines de ses fonctions. Cette possibilité est dénoncée par l'opposition qui dénonce une atteinte à la constitution, et annonce déposer une nouvelle motion de destitution, tandis que le ministre de la Défense Kim Yong-hyun démissionne et est arrêté par la police.
Le 8 décembre, c'est au tour du ministre de l'Intérieur Lee Sang-min de démissionner, et le lendemain 9 décembre, le président Yoon Suk-yeol se voit notifier l'interdiction de quitter le territoire dans le cadre de l'enquête pour rébellion,.

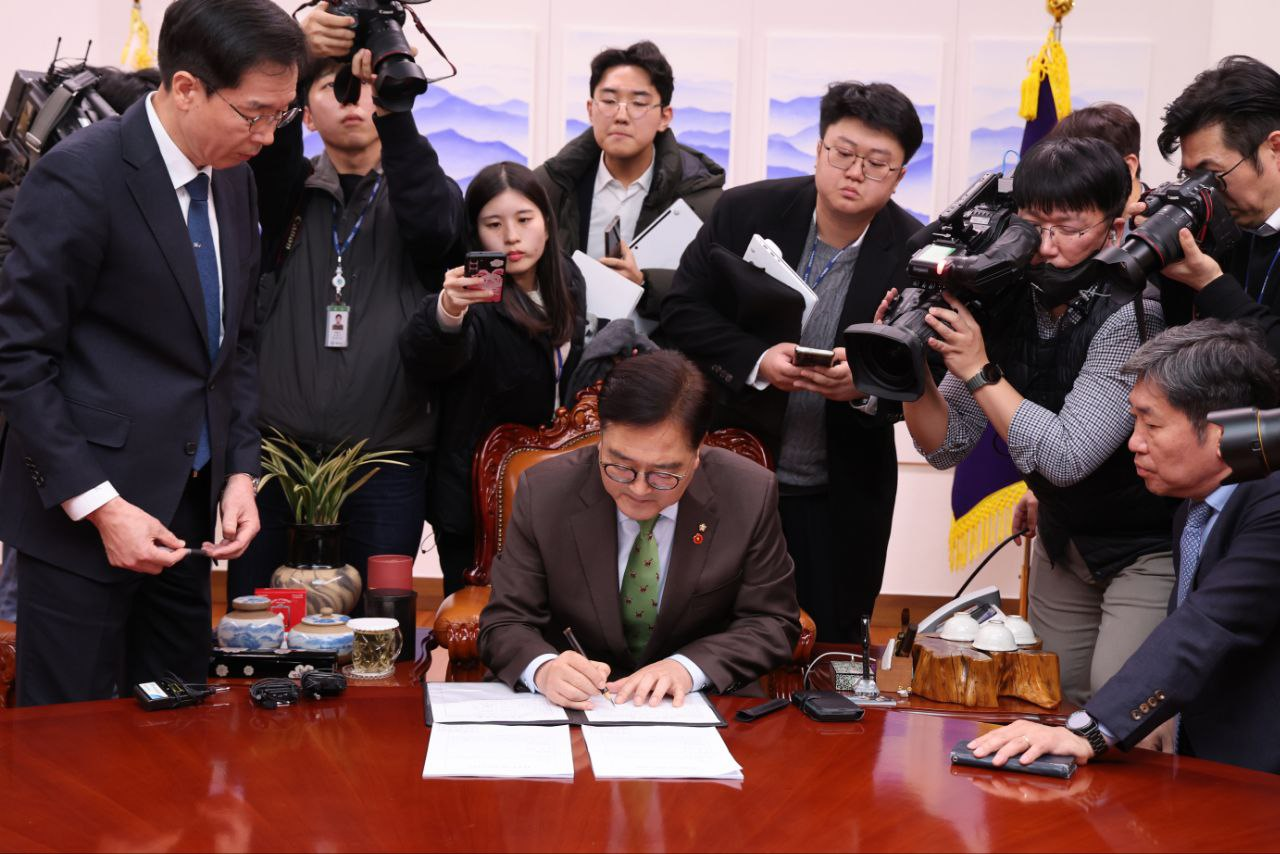
Le président de l'Assemblée nationale signant le procès verbal du vote sur la destitution du président Yoon Suk-yeol.

Le 14 décembre, il est finalement destitué par l'Assemblée nationale par 204 voix pour et 85 contre, avec trois abstentions et huit votes nuls. La Cour constitutionnelle dispose d'un délai de 180 jours pour confirmer ou infirmer cette décision, l'intérim étant assuré par le Premier ministre Han Duck-soo. Pendant ce temps, des poursuites judiciaires du chef de « rébellion » sont lancées contre les participants aux événements, dont le ministre de la défense (qui tenta de se suicider en prison), les chefs du commandement militaire et de la police de Séoul, et celui de la police nationale. Le 4 avril 2025, la Cour constitutionnelle valide, à l'unanimité de ses membres, sa destitution, votée le 14 décembre 2024 par l’Assemblée nationale. Selon le second alinea de l'article 68 de la constitution de Corée, une élection présidentielle anticipée doit être organisée dans les soixante jours,.

### Procès et crise politique
Les tensions se ravivent rapidement entre l'opposition et le président par intérim. Malgré la validation de la candidature de nouveaux juges par l'Assemblée pour remplir les vacances de trois sièges sur 9 de la Cour constitutionnelle, le président par intérim s'y oppose, demandant un accord transpartisan sur ces candidatures. Le Parti démocrate déclenche une second procédure de destitution, cette fois ci contre Han Duck-soo. Il est accusé par l'opposition d'être complice du président destitué et de comploter un nouveau coup de force. La Cour devant statuer à la majorité des deux tiers pour condamner Yoon Suk Yeol, il suffit en effet d'un seul vote pour faire basculer le verdict en faveur de Yoon. Le président démocrate de l'Assemblée nationale Woo Won-sik détermine que la motion ne nécessite qu'une majorité absolue pour destituer le président en intérim, sur la base de la constitution différenciant la destitution présidentielle et la destitution du gouvernement. En réponse, le PPP boycotte le vote, accusant Woo Won-sik de réaliser un abus de pouvoir. Avec une majorité de 192 voix, toutes démocrates, Han Duck-soo est à son tour destitué le 27 décembre.
Le même jour, le procès à la Cour constitutionnelle débute, malgré des suspicions que Yoon Suk Yeol cherche à retarder volontairement la procédure en n'envoyant pas les documents demandés. Une seconde audience préparatoire est planifiée le 3 janvier. Le Bureau d'enquête anticorruption pour les officiers de haut rang (raccourci en CIO) convoque pour la troisième fois l'ancien président à son bureau, après deux tentatives sans succès, envisageant un mandat d'arrêt pour refus de coopérer à l'enquête. Entretemps, l'ancien ministre de la défense Kim Yong-hyun est mis en examen pour abus de pouvoir, et participation à une insurrection. Il lui est reproché d'avoir recommandé au président Yoon le déclenchement de la loi martiale, et d'avoir commandé les troupes ayant tenté de prendre le bâtiment de l'assemblée nationale et de la commission électorale. Le 30 décembre, Le Bureau d'enquête sur la corruption des hauts fonctionnaires a officiellement demandé un mandat d'arrêt contre le président sud-coréen destitué Yoon Suk Yeol pour sa déclaration de la loi martiale.
Le 3 janvier 2025, une tentative d'arrestation de Yoon Suk-yeol par le Bureau d’enquête sur la corruption des hautes personnalités (CIO) échoue grâce au barrage physique de ses gardes dans la résidence présidentielle. Un nouveau mandat d'arrêt est émis contre le président suspendu le 7 janvier. Il est finalement arrêté le 15 janvier suivant, après s'être rendu à la suite d'un assaut de la police contre sa résidence, faisant de lui le premier président sud-coréen en exercice à être placé en état d'arrestation,. Il est placé en détention provisoire le 26 pour une durée de six mois, lançant le 20 février un procès au pénal pour insurrection inédit dans l'histoire du pays vis à vis d'un président en exercice, pouvant entraîner sa condamnation à mort ou la prison à vie. Le 21 février 2025, la police sud-coréenne dépose une plainte contre le président suspendu Yoon Suk Yeol pour obstruction à son mandat d'arrêt. Une dernière audience pour le procès à la Cour Constitutionnelle a lieu le 25, Yoon récusant l'utilisation de terme loi martiale et cherchant à s'éloigner des massacres sanglants associés au traumatisant coup d'état de 1980. Il lui préfère la notion "d'appel au public", nourrissant la colère du public et de l'opposition, niant de même le déploiement de forces militaire pour arrêter des figures politiques clefs malgré la contradiction de témoins.
Le 24 mars, la Cour Constitutionnelle restaure dans ses fonctions de président par intérim Han Duck-Soo à 7 contre 1. Elle juge que l'échec du président à recueillir un consensus sur la nomination des juges à la Cour est conforme à la constitution, n'ayant pas de preuves de son intention de bloquer toute investiture. Elle valide, de plus, le passage de la motion de destitution contre le président par intérim par une majorité simple.  Dans le même temps, elle repousse la date du verdict, initialement prévu le 14 mars, faisant craindre à l'opposition une possible infirmation de la procédure de destitution envers Yoon. Néanmoins, la Cour n'ayant pas jugé sur le fondement de l'acte de déclaration de la loi martiale, de possibles prédictions ne sont pas jugées fondées.
Le 6 juillet 2025, les procureurs spéciaux sud-coréens déposent une demande de placement en détention de Yoon Suk-yeol, dans le cadre de l'enquête pour insurrection le visant.
Le 9 juillet 2025, Le tribunal du district central de Séoul émet un mandat d'arrêt contre Yoon Suk-Yeol, pour cinq chefs d'accusation clés liés à la déclaration de courte durée de la loi martiale du 3 décembre 2024, le plaçant en détention pour la première fois depuis mars 2025, en raison de craintes de destruction de preuves.

### Confirmation, élections anticipées
Le 4 avril, par un avis rendu à l'unanimité des 8 juges de la Cour, cette dernière déchoit le président disgracié et convoque une élection présidentielle dans les 60 jours suivant la décision. Le 7 avril, le gouvernement annonce que le scrutin se tiendra le 3 juin.